# Bourguignon-lès-la-Charité
Bourguignon-lès-la-Charité – miejscowość i gmina we Francji, w regionie Burgundia-Franche-Comté, w departamencie Górna Saona.
Według danych na rok 1990 gminę zamieszkiwało 114 osób, a gęstość zaludnienia wynosiła 27 osób/km² (wśród 1786 gmin Franche-Comté Bourguignon-lès-la-Charité plasuje się na 629. miejscu pod względem liczby ludności, natomiast pod względem powierzchni na miejscu 865.).